# Eukoenenia bouilloni
Eukoenenia bouilloni is een spinnensoort in de taxonomische indeling van de Palpigradi.
Het dier komt uit het geslacht Eukoenenia. Eukoenenia bouilloni werd in 1980 beschreven door Condé.